# Julius Bachem (Politiker, 1887)
Julius Bachem (* 27. Juli 1887 in Köln; † 4. August 1959 in Schlitz) war ein deutscher Beamter und konservativer Politiker.
Bachem entstammte einer Verlegerfamilie und wurde als Sohn des Juristen und Zentrumspolitikers Julius Bachem geboren.
Im Jahr 1917 wurde Bachem die Verwaltung des Landratsamt Pleschen übertragen. Gleichzeitig war er Dezernent beim Oberpräsidium für die Provinz Westfalen. Im Jahr 1920 übernahm er die Verwaltung des Landkreises Sankt Goarshausen. Nach der Ausweisung durch die Alliierten Truppen wurde er zunächst Dezernent an der Bezirksregierung in Düsseldorf, ehe er auch von dort ausgewiesen wurde. Im Jahr 1921 wechselte Bachem daher an das Polizeipräsidium in Berlin. Im Jahr 1925 wechselte er zum Oberpräsidium in Brandenburg und später zum Polizeipräsidium in Frankfurt am Main. 
Zwischen 1921 und 1932 saß Bachem für die DNVP im preußischen Landtag. Er gehörte neben verschiedenen Personen orientalischer Herkunft, darunter dem Gründer Muhammad Nafi Tschelebi und den Deutschen Mohamed Hassan Walter Hoffmann und dem Orientalisten Georg Kampffmeyer dem Stiftungsrat des Islam-Instituts Berlin seit 1927/28 an.
Im Mai 1933 wurde er von der nationalsozialistischen Regierung zum Vizepräsidenten der Regierung in Münster ernannt. Vermutlich aus Karrieregründen hatte Bachem sich bereits zum 1. Mai 1932 der NSDAP angeschlossen (Mitgliedsnummer 988.591) und trat seinen Dienst als Vizepräsident demonstrativ in SA-Uniform an. Die Hoffnung Bachems auf den Posten des Regierungspräsidenten und eine steile Verwaltungskarriere erfüllte sich nicht, stattdessen wurde er 1934 zum preußischen Oberverwaltungsgericht versetzt und etwas später zum Kurator der Universität Bonn ernannt. Von Angehörigen der Universität wurde Bachem als völlig inkompetent beurteilt. Im Jahr 1937 wurde er in den Ruhestand versetzt. Während des Zweiten Weltkrieges wurde Bachem noch einmal reaktiviert. Er war zunächst als Oberregierungsrat in Merseburg beschäftigt und 1944/45 mit der Verwaltung des Landratsamtes in Breslau beauftragt.